# Xuanqiao
Xuanqiao är en köping i Kina. Den ligger i Pudong i storstadsområdet Shanghai, i den östra delen av landet, omkring 31 kilometer sydost om den centrala stadskärnan. Antalet invånare är 59 567. Befolkningen består av 29 153 kvinnor och 30 414 män. Barn under 15 år utgör 10,0 %, vuxna 15-64 år 79 %, och äldre över 65 år 10,0 %.